# Гидратация
Гидрата́ция (от др.-греч. ὕδωρ «вода») — присоединение молекул воды к молекулам или ионам. Гидратация является частным случаем сольватации — присоединения к молекулам или ионам веществ молекул органического растворителя. В отличие от гидролиза гидратация не сопровождается образованием водородных или гидроксильных ионов. Гидратация в водных растворах приводит к образованию стойких и нестойких соединений воды с растворенным веществом (гидратов); в органических растворителях образуются аналогичные гидратам сольваты. Гидратация обусловливает устойчивость ионов в растворах и затрудняет их ассоциацию.
Гидратация является движущей силой электролитической диссоциации — источником энергии, необходимой для разделения противоположно заряженных ионов.